# Miriam Syowia Kyambi
Miriam Syowia Kyambi est une artiste multimédia. Elle est d'origine kenyane et allemande et réside à Nairobi, au Kenya.

## Biographie
Miriam Syowia Kyambi est née en 1979 à Nairobi, au Kenya. Elle a fréquenté la section des beaux-arts de l'École de l'Art Institute of Chicago où elle a obtenu son baccalauréat en arts en 2002. Elle est retournée au Kenya en 2003,.
Son travail combine l'utilisation de la performance avec des médiums tels que l'argile, le sisal, la peinture et la photographie. La plupart de ses travaux analysent la perception et la mémoire. Kyambi examine comment l'expérience humaine moderne est influencée par la construction de l'histoire, la violence passée et présente, le colonialisme, la famille et la sexualité.

## Travail
De nombreuses œuvres  de Kyambi ont été présentées en Afrique du Sud, en Belgique, aux États-Unis, en Finlande, au Kenya, au Mali, et au Mexique. Elle vise à engager le spectateur dans un processus dynamique qui lui laissera une impression visuelle puissante dont il se souviendra toujours.

### Fracture I(2011-2015)
Fracture I est une performance qui a été présentée pour la première fois à l'ouverture du musée d'art de Kouvola le 29 avril 2011. Le spectacle a duré environ une heure. La performance accompagne une installation, toujours différemment mise en place.
Selon Johanna Vuolasto, conservatrice du musée d'art Poikilo de Kouvola, Kyambi utilise son corps féminin pour porter son message sur la manière dont les individus emmagasinent leurs expériences, bonnes et mauvaises, et continuent à vivre. Kyambi explore la question de ce qu'il adviendra de l'humanité si les gens ne peuvent pas transcender ces expériences odieuses ou pleurer la vie qu'ils ont perdue. Kyambi estime que les personnes vivant dans la peur méritent d'avoir la chance d'être elles-mêmes. Elle dit que le désir de justice est universel.
Vuolasto affirme également que la narration de la performance était forte, adroite mais aussi simplifiée d'une certaine manière. Kyambi s'est laissée aller à une agonie qu'elle a laissé se propager à travers le public et cela a construit un dialogue entre elle-même, les spectateurs et sa narration. À la fin, Kyambi a fait face à l’agonie du passé et a abandonné le portrait qu’elle avait construit ; elle a accepté les sentiments de douleur et d’agonie. Dans ce processus, Kyambi a pu redécouvrir ce qui était autrefois sa vie. À ce moment-là, le public était stupéfait. Vuolasto a déclaré que certains membres du public revenaient souvent pour voir le film et que d'autres pleuraient ouvertement parce qu'ils avaient compris le message que Kyambi essayait de faire passer,.

### Between us(«Entre nous») (2014)
Cette pièce est une production multimédia expérimentale qui intègre performance, installation, photographie et vidéo.
Dans ce travail, Kyambi a collaboré avec un autre artiste et chorégraphe, James Mweu, ainsi que des danseurs du Kunja Dance Theatre pour l'aider à créer et à interpréter une pièce concentrant ses thématiques personnelles contemporaines, comme le corps, les questions de genre et la perception sociale.
Kyambi et ses danseuses ont interprété cette pièce sur une période de quatre semaines au GoDown Arts Center à Nairobi et leur dernière représentation a eu lieu le 5 juillet 2014.

### Permiso: Peep Box(2009)
Ce projet rassemble installation multimédia et  travail de sculpture. Kyambi a passé beaucoup de temps au Mexique à observer les gens. Elle est arrivée à la conclusion que certaines positions et certains gestes peuvent signifier une chose, mais que si vous les placez dans un contexte différent, ils peuvent signifier quelque chose de totalement différent. Elle compare cela à son art : si vous déplacez l'art, le même geste peut être lu différemment.
Son but pour Peep box est d'illustrer la perception des moments.

### Gloves II(«Gants II») (2012)
Il s'agit d'une série de travaux basés sur la photographie. Kyambi a collaboré avec James Muriuki. Les deux artistes ont utilisé des gants stériles, un matériau qu’ils avaient beaucoup remarqué lors de leurs recherches à l'institut de recherche médicale KEMRI. Kyambi note qu'il s'agit d'un objet qui à la fois protège et crée une barrière.
Kyambi et Muriuki ont alors commencé à explorer comment ils pourraient utiliser les gants comme forme d'art et de guide visuel. Ils jetèrent les gants en l'air et les regardèrent tomber. Ce faisant, Muriuki vit la lumière traverser les gants alors qu’ils les prenaient en photos en l'air.

### Infinity - Flashes of the Past(«Infinité - éclairs du passé») (à partir de 2007)
Les images utilisées dans ce travail ont été numérisées à partir des archives du Musée national de Nairobi. Kyambi a utilisé des documents remontant à 1898 jusqu'à l'époque actuelle. L’œuvre combine ainsi des images d'une vie quotidienne normale avec celle de personnalités politiques et de moments majeurs de l'histoire du Kenya.

### Portals (I) Houses of the Present Past(«Portails (I) Maisons du passé présent») (2010)
Les matériaux utilisés dans ce travail sont la faïence avec corde de sisal, de la toile de jute et des lumières de Noël. Kyambi a visité des lieux qui lui ont inspiré cette œuvre, tels que le musée Fort Jesus à Mombasa, la ferme de plantation Kilifi Sisal à Kilifi, le musée Karen-Blixen à Nairobi et la ligne ferroviaire reliant Nairobi à Mombasa.

### Moments (I)(2011)
Lors de l'élaboration de Fracture (I), où Kyambi brisait des pots emplis de peinture rouge, elle marchait instinctivement en cercles en dehors de son studio après la performance, laissant des marques rouges.
Les images capturent alors un "moment de marques, empreintes de pas qui est plus intéressant que la performance elle-même", explique Kyambi.

### Infinite Consciousness(«Conscience infinie») (2012)
Cette pièce fait partie d'une série d'œuvres en collaboration avec James Muriuki. Ils étaient intéressés par la relation entre les chercheurs en santé basés à l'Institut de recherche médicale du Kenya (KEMRI) et les participants à leurs études.

### What Cultural Fabric?(«Quel tissu culturel?») (2010)
Kyambi dit que les images étaient des plans rapprochés d'un vêtement qui appartenait à sa mère. Le vêtement redevient un tissu et pourrait être confondu avec un tissu de jute. Il symbolise la croissance, l'agriculture, la construction et la décoration intérieure.
Cette œuvre a été présentée au musée national de Nairobi.

### Permiso: Excuse Me(2009)
Cette œuvre est une exposition née après un voyage de deux mois à Mexico. Kyambi a étudié les liens entre les influences culturelles visuelles, sociales et historiques du Mexique par rapport à l'histoire culturelle du Kenya.